# العلاقات الكورية الشمالية النيبالية
العلاقات الكورية الشمالية النيبالية هي العلاقات الثنائية التي تجمع بين كوريا الشمالية ونيبال.

## مقارنة بين البلدين
هذه مقارنة عامة ومرجعية للدولتين:
| وجه المقارنة                                              | كوريا الشمالية                        | نيبال                               |
| --------------------------------------------------------- | ------------------------------------- | ----------------------------------- |
| المساحة (كم2)                                             | 120.54 ألف                            | 147.18 ألف                          |
| عدد السكان (نسمة)                                         | 25.49 مليون                           | 29.40 مليون                         |
| الكثافة السكانية (ن./كم²)                                 | 211.47                                | 199.76                              |
| العاصمة                                                   | بيونغيانغ                             | كاتماندو                            |
| اللغة الرسمية                                             | لغة كوريا الشمالية القياسية ‏          | اللغة النيبالية                     |
| العملة                                                    | وون كوري شمالي                        | روبية نيبالية                       |
| الناتج المحلي الإجمالي (بليون دولار)                      |                                       | 24.47 مليار                         |
| الناتج المحلي الإجمالي (تعادل القوة الشرائية) بليون دولار |                                       | 70.20 مليار                         |
| الناتج المحلي الإجمالي الاسمي للفرد دولار أمريكي          |                                       | 743                                 |
| الناتج المحلي الإجمالي للفرد دولار أمريكي                 |                                       | 2.37 ألف                            |
| مؤشر التنمية البشرية                                      |                                       | 0.548                               |
| رمز المكالمات الدولي                                      | +850                                  | +977                                |
| رمز الإنترنت                                              | .kp                                   | .np                                 |
| المنطقة الزمنية                                           | ت ع م+08:30، ت ع م+08:30، ت ع م+09:00 | ت ع م+05:45، التوقيت الموحد لنيبال ‏ |

## مدن متوأمة
في ما يلي قائمة باتفاقيات التوأمة بين مدن كورية شمالية ونيبالية:
- ترتبط بيونغيانغ مع كاتماندو باتفاقية توأمة.[13]

## منظمات دولية مشتركة
يشترك البلدان في عضوية مجموعة من المنظمات الدولية، منها:
| علم المنظمة | اسم المنظمة             | تاريخ انضمام كوريا الشمالية | تاريخ انضمام نيبال |
| ----------- | ----------------------- | --------------------------- | ------------------ |
|             | الاتحاد البريدي العالمي | ?                           | ?                  |
|             | يونسكو                  | 18 أكتوبر 1974              | 1 مايو 1953        |
|             | الأمم المتحدة           | 17 سبتمبر 1991              | 14 ديسمبر 1955     |

## وصلات خارجية
- موقع وزارة الخارجية الكورية الشمالية
- موقع وزارة الخارجية النيبالية